# گورستان شغاب
گورستان شغاب (بوشهر)، قبرستانی تاریخی واقع در بخش مرکزی شهرستان بندر بوشهر یکی از آثارهای تاریخی و از نقاط دیدنی استان بوشهر در جنوب ایران است.
«گورستان شغاب بوشهر» این قبرستان در جنوب شهر بوشهر قرار دارد و اخیراً توسط اداره میراث فرهنگی کشف شده‌است.
در این قبرستان اسکلت اموات در داخل خمره‌های بزرگ و کوچک نخودی‌رنگ مدفون شده‌اند که روی برخی از خمره‌ها نوشته‌ای نیز نقش بسته‌است. لازم است ذکر شود براساس دین زرتشت، جسدها را در داخل صخره‌های سنگی، خمره، تابوت‌هایی از جنس سنگ و سفال می‌گذاشتند تا طبق اعتقاد آن‌ها، خاک آلوده نگردد. اشیاء کشف‌شده‌ی دیگر این قبرستان که در خمره‌های بزرگ و کوچک قیراندود قرار گرفته‌اند مشتمل بر تابوت‌های سنگی مکعب شکل و مهره‌های عتیق تزیینی است. این قبرستان به عیلامی‌ها تعلق دارد.